# Удар коліном

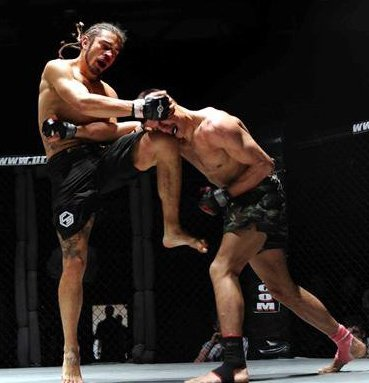
Типовий удар коліном.

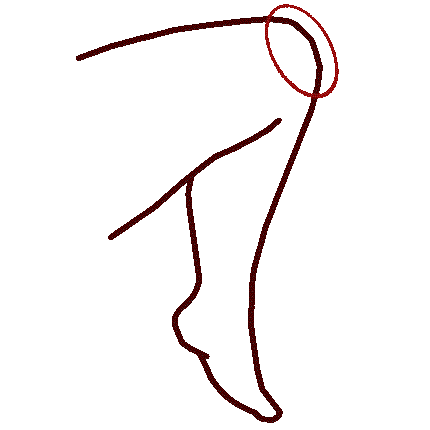
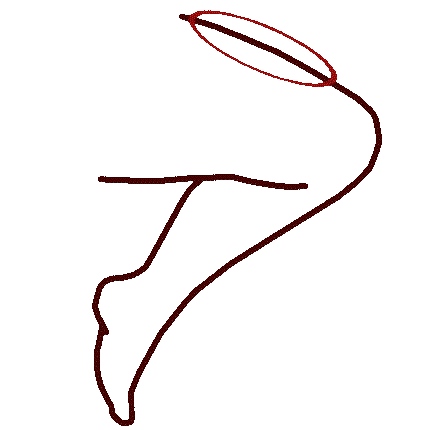

Удар коліном — це один із видів удару ногою, особливість якого полягає у використанні наближеної до колінного суглоба частини стегна та самого коліна як ударної поверхні. Удар коліном — найкоротший з усіх ударів ногами, він може бути виконаний несподівано, і є особливо небезпечним в бою на ближній дистанції. Удар може бути одиночним або серійним; може завдаватись по кінцівках, у тулуб і в голову; може виконуватись з місця, з кроком або в стрибку; в стійці або в партері. Це один із найсильніших ударів, які можна виконати нижніми кінцівками, і таким він є не лише через траєкторію виконання, а й через винятково разючу ударну поверхню. Удар належить до основних елементів ударної техніки таких бойових мистецтв, як муай-тай та летвей, а також використовується в деяких видах карате, кікбоксингу та інших єдиноборствах. Техніка виконання удару різноманітна і не підлягає узагальненню.
Ударна поверхня